# Mount Hood Village
Mount Hood Village az Amerikai Egyesült Államok északnyugati részén, Oregon állam Clackamas megyéjében elhelyezkedő falu és statisztikai település. A 2010. évi népszámláláskor 4864 lakosa volt. Területe 67,7 km², melynek 100%-a szárazföld.

## Földrajz
A Népszámlálási Hivatal adatai alapján területe 67,7 km², melynek 100%-a szárazföld.
A statisztikai település Brightwood, Rhododendron, Welches, Wemme és Zigzag közösségek területét foglalja magába. Nagy része a 26-os úttól északra vagy délre helyezkedik el, de idetartoznak még a Welches déli részénél, és az East Pass Lolo Roadtól északra található hegyi részek is.

## Népesség

### 2010
A 2010-es népszámláláskor  4864 lakója, 2127 háztartása és 1359 családja volt. A népsűrűség 71,8 fő/km2. A lakóegységek száma 3635, sűrűségük 53,7 db/km2. A lakosok 93%-a fehér, 0,1%-a afroamerikai, 1,3%-a indián, 0,7%-a ázsiai, 0,1%-a a Csendes-óceáni szigetekről származik, 2%-a egyéb, 2,8%-a pedig kettő vagy több etnikumú. A spanyol vagy latino származásúak aránya 5,6% (4,2% mexikói, 0,1% Puerto Ricó-i, 0,1% kubai, 1,2% egyéb spanyol vagy latino származású.)
A háztartások 20,4%-ában élt 18 évnél fiatalabb. 52,1% házas, 7,5% egyedülálló nő, 4,3% egyedülálló férfi, 36,1% pedig nem család. 26,9% egyedül élt; 8%-uk 65 éves vagy idősebb. Egy háztartásban átlagosan 2,28 személy élt; a családok átlagmérete 2,72 fő.
A medián életkor 47,7 év volt. Lakóinak 17,9%-a 18 évesnél fiatalabb, 4,3% 18 és 24 év közötti, 22,5%-uk 25 és 44 év közötti, 40%-uk 45 és 64 év közötti, 15,3%-uk pedig 65 éves vagy idősebb. A lakosok 52,8%-a férfi, 47,2%-a pedig nő.

### 2000
A 2000-es népszámláláskor   3306 lakója, 1320 háztartása és 872 családja volt. A népsűrűség 48,8 fő/km2. A lakóegységek száma 1903, sűrűségük 28,1 db/km2. A lakosok 92,38%-a fehér, 0,33%-a afroamerikai, 1,66%-a indián, 0,48%-a ázsiai, 0,03%-a a Csendes-óceáni szigetekről származik, 2,9%-a egyéb-, 2,21%-a pedig kettő vagy több etnikumú. A spanyol vagy latino származásúak aránya 6,35% (5% mexikói,  0,2% kubai, 1,1% pedig egyéb spanyol/latino származású.)
A háztartások 29,5%-ában élt 18 évnél fiatalabb. 55,8% házas, 6,1% egyedülálló nő; 33,9% pedig nem család. 24,6% egyedül élt; 6,7%-uk 65 éves vagy idősebb. Egy háztartásban átlagosan 2,46 személy élt; a családok átlagmérete 2,95 fő.
Lakóinak 24,5%-a 18 évesnél fiatalabb, 7,1% 18 és 24 év közötti, 29,2%-uk 25 és 44 év közötti, 28,5%-uk 45 és 64 év közötti, 10,7%-uk pedig 65 éves vagy idősebb. A medián életkor 40 év volt. Minden 100 nőre 113,6 férfi jut; a 18 évnél idősebb nőknél ez az arány 109,1.
A háztartások medián bevétele 51 031 amerikai dollár, ez az érték családoknál $59 458. A férfiak medián keresete $42 961, míg a nőké $28 372. Az egy főre jutó bevétel (PCI) $24 604. A családok 6,4%-a, a teljes népesség 3,9%-a élt létminimum alatt; a 18 év alattiaknál ez a szám 2,6%, a 65 évnél idősebbeknél pedig 6,5%.

## Önkormányzat
A statisztikai települést alkotó kerületeket (Brightwood, Rhododendron, Welches, Wemme és Zigzag) 2006 májusi megalakulása óta az önkormányzatként működő Villages at Mount Hood felügyeli.
Mount Hood Village volt az első falu, melyet az új megyei rendelet hatálya alatt hoztak létre. A rendelet lehetővé tette, hogy önkormányzat nélküli települések együttműködve nagyobb beleszólást kaphassanak a területeiket érintő ügyekbe.
A hivatalos honlap szerint az önkormányzat szerepét betöltő szervezet azért jött létre, mert a közlekedési hatóságnak szüksége volt egy illetékes kormányzati ügynökségre a buszhálózat anyagi támogatásához; a megyei rendelet szerint a szervezet ennek megfelelt.

### Fejlesztések
- Buszhálózat
- Közösségi központ
- Mászóösvények és parkok
- Anyaotthon
- Városképi beruházások
- Gazdaság és szabadidős lehetőségek
- Vidéki jelleg megőrzése
- Kerékpárutak
- Nagyobb beleszólás a kerület ügyeibe

## Fordítás
Ez a szócikk részben vagy egészben  a   Mount Hood Village, Oregon című angol Wikipédia-szócikk ezen változatának fordításán alapul.  Az eredeti cikk szerkesztőit annak laptörténete sorolja fel. Ez a jelzés csupán a megfogalmazás eredetét és a szerzői jogokat jelzi, nem szolgál a cikkben szereplő információk forrásmegjelöléseként.